# Triangle de la Fensch
De Triangle de la Fensch is een verkeersknooppunt in de gemeente Richemont in het Franse departement Moselle. Het knooppunt is onvolledig. Het is het laatste  Franse knooppunt voor de grens met Luxemburg grens of het eerste Franse knooppunt na de grens met Luxemburg.
| Aansluitende wegen                                      | Aansluitende wegen | Aansluitende wegen                                | Aansluitende wegen | Aansluitende wegen |
| ------------------------------------------------------- | ------------------ | ------------------------------------------------- | ------------------ | ------------------ |
| richting Uckange / Fameck / Florange / Hayange / Longwy |                    | richting Luxemburg (stad) (L) / Thionville / Yutz |                    |                    |
|                                                         |                    |                                                   |                    |                    |
|                                                         |                    |                                                   |                    |                    |
|                                                         |                    |                                                   |                    |                    |
|                                                         |                    | richting Metz / Nancy / Straatsburg               |                    |                    |